# Joe Brier
Joseph Brier, detto Joe (16 marzo 1999), è un velocista britannico, specializzato nei 400 metri piani.

## Biografia
Anche sua sorella, Hannah Brier, è una velocista di caratura internazionale.
Si è messo in mostra a livello giovanile, vincendo la medaglia di bronzo ai mondiali under 20 di Tampere 2018 e l'argento agli europei under 23 di Gävle 2019 nella staffetta 4×400 metri.
Agli europei indoor di Toruń 2021 è stato eliminato in batteria nei 400 metri piani e vinto la medaglia di bronzo nella staffetta 4×400 metri, con i connazionali Owen Smith, James Williams e Lee Thompson.

## Palmarès
| Anno                                  | Manifestazione          | Sede       | Evento        | Risultato  | Prestazione | Note                                     |
| ------------------------------------- | ----------------------- | ---------- | ------------- | ---------- | ----------- | ---------------------------------------- |
| In rappresentanza della Gran Bretagna |                         |            |               |            |             |                                          |
| 2018                                  | Mondiali U20            | Tampere    | 4×400 m       | Bronzo     | 3'05"64     |                                          |
| 2019                                  | Europei indoor          | Glasgow    | 4×400 m       | 5º         | 3'08"48     |                                          |
| 2019                                  | Europei U23             | Gävle      | 4×400 m       | Argento    | 3'04"59     |                                          |
| 2021                                  | Europei indoor          | Toruń      | 400 m piani   | Batteria   | 47"08       |                                          |
| 2021                                  | Europei indoor          | Toruń      | 4×400 m       | Bronzo     | 3'06"70     |                                          |
| 2021                                  | World Relays            | Chorzów    | 4×400 m       | Batteria   | 3'10"63     |                                          |
| 2021                                  | Giochi olimpici         | Tokyo      | 4×400 m       | Batteria   | 3'03"29     |                                          |
| 2022                                  | Mondiali                | Eugene     | 4×400 m mista | Batteria   | 3'14"75     |                                          |
| 2022                                  | Europei                 | Monaco     | 400 m piani   | Batteria   | 46"06       |                                          |
| 2022                                  | Europei                 | Monaco     | 4×400 m       | Oro        | 2'59"35     | [ 1 ]                                    |
| 2023                                  | Europei indoor          | Istanbul   | 4×400 m       | 5º         | 3'08"61     | Miglior prestazione personale stagionale |
| 2023                                  | Mondiali                | Budapest   | 4×400 m mista | Argento    | 3'11"06     | [ 1 ]                                    |
| 2024                                  | World Relays            | Nassau     | 4x400 m       | 6º         | 3'02"62     |                                          |
| In rappresentanza del Galles          |                         |            |               |            |             |                                          |
| 2022                                  | Giochi del Commonwealth | Birmingham | 400 m piani   | Semifinale | 47"50       |                                          |